# Chambois (Eure)
Chambois – gmina we Francji, w regionie Normandia, w departamencie Eure. W 2013 roku liczba ludności na terenie obecnej gminy wynosiła 1320 mieszkańców. 
Gmina została utworzona 1 stycznia 2016 roku z połączenia trzech wcześniejszych gmin: Avrilly, Corneuil oraz Thomer-la-Sôgne. Siedzibą gminy została miejscowość Avrilly.